# Alarsit
Alarsit ist ein sehr selten vorkommendes Mineral aus der Mineralklasse der „Phosphate, Arsenate und Vanadate“ mit der chemischen Zusammensetzung Al[AsO4] und damit chemisch gesehen ein Aluminiumarsenat oder auch Aluminiumorthoarsenat.
Alarsit kristallisiert im trigonalen Kristallsystem, konnte bisher jedoch nur in Form von unregelmäßigen Körnern bis etwa 0,3 mm Größe oder in körnigen Mineral-Aggregaten und krustigen Überzügen gefunden werden. Die Kornoberflächen weisen einen glasähnlichen Glanz auf. In reiner Form ist Alarsit farblos und durchsichtig. Durch vielfache Lichtbrechung aufgrund von Gitterfehlern oder polykristalliner Ausbildung kann er aber auch durchscheinend weiß sein und durch Fremdbeimengungen eine cremeweiße Farbe mit einem Stich ins Gelbliche, Grünliche oder Bläuliche annehmen. Seine Strichfarbe ist jedoch immer weiß.

## Etymologie und Geschichte
Erstmals entdeckt wurde Alarsit in Mineralproben, die nach der großen Spalteneruption an den Fumarolen des Tolbatschik auf der Halbinsel Kamtschatka im russischen Föderationskreis Ferner Osten gesammelt wurden. Die Analyse und Erstbeschreibung erfolgte durch T. F. Semenowa, Lidija Pawlowna Wergassowa, Stanislaw K. Filatow und W. W. Ananew (russisch: Т. Ф. Семенова, Л. П. Вергасова, С. К. Филатов, В. В. Ананьев), die das Mineral nach dessen chemischer Zusammensetzung aus Aluminium und Arsen mit der allgemein üblichen Endung -it für Minerale benannten.
Das Mineralogen-Team reichte seine Untersuchungsergebnisse und den gewählten Namen 1993 bei der International Mineralogical Association (interne Eingangs-Nr. der IMA: 1993-003) zur Prüfung ein, die den Alarsit als eigenständige Mineralart anerkannte. Die Publikation der Erstbeschreibung folgte ein Jahr später zunächst im russischen Fachmagazin Доклады Академии наук [Doklady Akademii Nauk] (deutsch: Berichte der Akademie der Wissenschaften) und wurde 1995 im englischsprachigen Fachmagazin American Mineralogist bestätigt.
Das Typmaterial des Minerals wird in der Mineralogischen Sammlung der Staatlichen Bergbau-Universität Sankt Petersburg (ehemals Staatliches Bergbauinstitut) in Sankt Petersburg aufbewahrt.

## Klassifikation
Da der Alarsit erst 1993 als eigenständiges Mineral anerkannt wurde, ist er in der seit 1977 veralteten 8. Auflage der Mineralsystematik nach Strunz noch nicht verzeichnet.
Im zuletzt 2018 überarbeiteten und aktualisierten Lapis-Mineralienverzeichnis nach Stefan Weiß, das sich aus Rücksicht auf private Sammler und institutionelle Sammlungen noch nach dieser alten Form der Systematik von Karl Hugo Strunz richtet, erhielt das Mineral die System- und Mineral-Nr. VII/A.01-012. In der „Lapis-Systematik“ entspricht dies der Klasse der „Phosphate, Arsenate und Vanadate“ und dort der Abteilung „Wasserfreie Phosphate [PO4]3−, ohne fremde Anionen“, wo Alarsit zusammen mit Berlinit, Beryllonit, Hurlbutit, Lithiophosphat, Minjiangit, Nalipoit, Olympit, Rodolicoit und Strontiohurlbutit die Gruppe „Kleine Kationen (Li-Be-Al-Fe3+)“ bildet.
Die von der IMA zuletzt 2009 aktualisierte 9. Auflage der Strunz’schen Mineralsystematik ordnet den Alarsit ebenfalls in die Abteilung der „Phosphate usw. ohne zusätzliche Anionen; ohne H2O“ ein. Diese ist allerdings weiter unterteilt nach der relativen Größe der beteiligten Kationen, so dass das Mineral entsprechend seiner Zusammensetzung in der Unterabteilung „Mit kleinen Kationen (einige zusätzlich mit größeren Kationen)“ zu finden ist, wo es zusammen mit Berlinit und Rodolicoit die unbenannte Gruppe 8.AA.05 bildet.
Auch die vorwiegend im englischen Sprachraum gebräuchliche Systematik der Minerale nach Dana ordnet den Alarsit in die Klasse der „Phosphate, Arsenate und Vanadate“ und dort in die Abteilung der „Wasserfreie Phosphate etc.“ ein. Hier ist er ebenfalls zusammen mit Berlinit und Rodolicoit in der „Berlinitgruppe“ mit der System-Nr. 38.04.02 innerhalb der Unterabteilung „Wasserfreie Phosphate etc., A+XO4“ zu finden.

## Chemismus
In der idealen (theoretischen) Zusammensetzung besteht Alarsit (Al[AsO4]) aus Aluminium (Al) und dem Arsenatkomplex [AsO4]3− mit einem Massenanteil (Gewichts-%) von 16,26 Gew.-% Al, 45,16 Gew.-% Arsen (As) und 38,58 Gew.-% Sauerstoff (O) oder in Oxidformeln ausgedrückt aus 30,73 Gew.-% Al2O3 und 69,27 Gew.-% As2O5.
Insgesamt 20 Mikrosondenanalysen an natürlichen Mineralproben aus der Typlokalität Tolbatschik ergaben allerdings eine leicht abweichende Zusammensetzung von 31,98 Gew.-% Al2O3 und 66,71 Gew.-% As2O5 sowie zusätzliche Beimengungen von 0,60 Gew.-% Fe2O3 und CuO. Auf der Basis von vier Sauerstoffatomen errechnet sich daraus die empirische Formel Al1,04Fe3+0,01Cu2+0,01As0,96O4, die zur Reinformel Al[AsO4] idealisiert wurde, da sich die genannten Beimengungen auf Einschlüsse von Hämatit und Tenorit zurückführen lassen, die auch für eine entsprechende Fremdfärbung des Minerals verantwortlich sind.

## Kristallstruktur
Alarsit kristallisiert trigonal in der Raumgruppe P3121 (Raumgruppen-Nr. 152) oder P3221 (Nr. 154) mit den Gitterparametern a = 5,03 Å und c = 11,23 Å sowie drei Formeleinheiten pro Elementarzelle.

## Eigenschaften
Auf mechanische Belastung reagiert das Mineral zwar spröde, eine spezielle Form der Spaltbarkeit konnte dennoch bisher nicht beobachtet werden.
An der Luft ist Alarsit stabil, jedoch schon in verdünnten Säuren löslich.

## Bildung und Fundorte
Alarsit bildet sich als Sublimationsprodukt aus vulkanischen Gasen an Fumarolen. Als Begleitminerale können unter anderem Atlasovit, Fedotovit, Hämatit, Klyuchevskit, Lammerit, Langbeinit, Nabokoit und Tenorit auftreten.
Die bisher einzigen bekannten Fundorte für Alarsit sind dessen Typlokalität an den Fumarolen während der großen Spalteneruption und an der Fumarole Arsenatnaya am Zweiten Schlackenkegel des Tolbatschik auf Kamtschatka.